# Porteirão
| Porteirão                    | Porteirão                                                              |
| ---------------------------- | ---------------------------------------------------------------------- |
|                              |                                                                        |
| Wappen                       | Flagge                                                                 |
| Wappen von Porteirão         | Flagge von Porteirão unbekannt                                         |
| Karten                       |                                                                        |
|                              |                                                                        |
| Basisdaten                   |                                                                        |
| Staat:                       | Brasilien (BRA)                                                        |
| Verwaltungsgliederung:       | Mittelwesten                                                           |
| Bundesstaat:                 | Goiás (GO)                                                             |
| Mesoregion:                  | Süd-Goiás                                                              |
| Mikroregion:                 | Meia Ponte                                                             |
| Angrenzende Gemeinden:       | Edéia, Vicentinópolis, Goiatuba, Castelândia, Maurilândia, Turvelândia |
| Distanz zu Goiânia:          | 201 km                                                                 |
| Geografische Lage:           | 17° 49′ S, 50° 10′ W                                                   |
| Zeitzone:                    | UTC-3 Sommer: UTC-2                                                    |
| Fläche:                      | 603,917 km²                                                            |
| Einwohner:                   | 3.347                                                                  |
| Bevölkerungsdichte:          | 5,5 Einwohner / km²                                                    |
| Höhe:                        | 470 m                                                                  |
| Postleitzahl (CEP):          | 75603-000                                                              |
| Telefonvorwahl:              | +55 64                                                                 |
| Adresse der Stadtverwaltung: |                                                                        |
| Offizielle Webseite:         | porteirao.go                                                           |
| Jahrestag:                   | 27. Dezember                                                           |
| Gemeindegründung:            | 1995                                                                   |
| Politik                      |                                                                        |
| Bürgermeister:               | Marta Aparecida Rodrigues Dorascienzi (PP), 2009–2012                  |
| Vize-Bürgermeister:          |                                                                        |

Porteirão ist eine politische brasilianische Gemeinde im Bundesstaat Goiás. Sie liegt südwestlich von Goiânia, der Hauptstadt des Bundesstaates, und von Brasília.

## Geographische Lage
Porteirão grenzt
- im Norden an Edéia
- im Nordosten an Vicentinópolis
- von Nordost bis Süden an Goiatuba
- im Süden an Castelândia und Maurilândia
- von Südwesten bis Norden an Turvelândia

Die Nord- und die Westgrenze verläuft entlang dem Rio dos Bois.